# Walter Jakob Gehring
Walter Jakob Gehring (Basileia, 1939 – 29 de maio de 2014) foi um biólogo molecular suíço.

## Prêmios
- 1996 Medalha Otto Warburg [2]
- 1997 Prêmio March of Dimes de Biologia do Desenvolvimento[3]
- 2000 Prêmio Kyoto
- 2002 Prêmio Balzan[4]